# Marie-Claire Swärd Capra
Marie-Claire Swärd Capra (* 1962) ist eine schwedische Diplomatin und Ständige Vertreterin bei der Welthandelsorganisation (WTO).

## Leben
Swärd Capra wurde 1962 geboren und hat einen LLM in Völkerrecht der Universität Lund und einen Abschluss der Universität Sorbonne.
Seit August 1989 arbeitet sie für den diplomatischen Dienst Schwedens. Dabei arbeitete sie in den Botschaften in Seoul, Kopenhagen, Paris, Washington D.C. und Genf. Von 1995 bis 1998 arbeitete sie für die Europäische Kommission. Danach kehrte sie zurück ins schwedische Außenministerium und wurde stellvertretende Ständige Vertreterin bei der OECD, was sie bis 2003 blieb. Sie übte diesen Posten von 2011 bis 2016 noch einmal aus. Von 2007 bis 2011 war sie die Ständige Vertreterin Schwedens bei der Welthandelsorganisation. Stand Januar 2025 ist sie Generalkonsulin in Shanghai.
Sie spricht Englisch, Schwedisch und Französisch.